# Selfridges

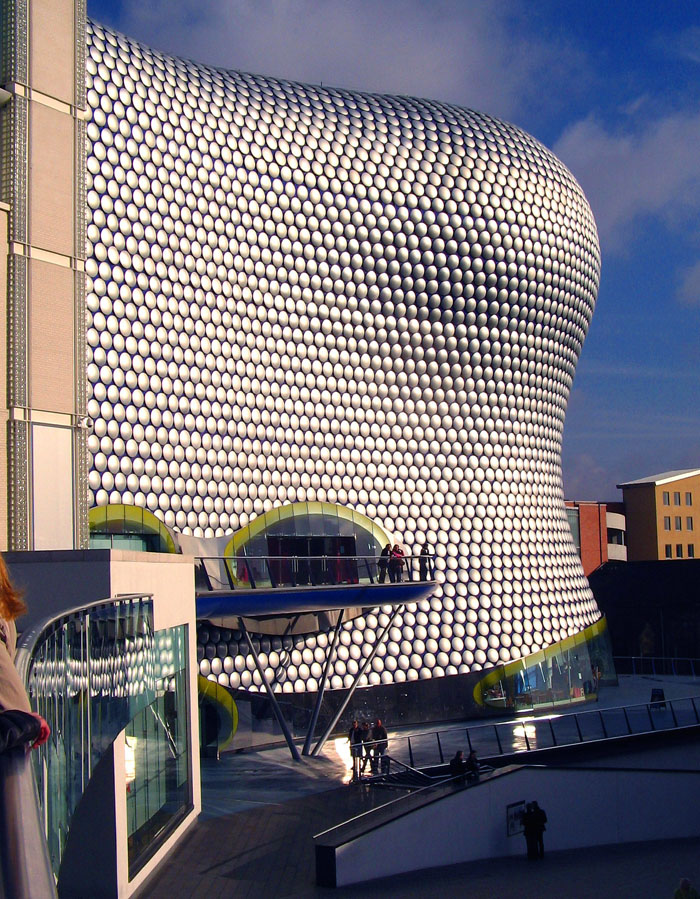
Edificio Selfridges, la tienda de Birmingham.

Selfridges es una cadena de grandes almacenes del Reino Unido fundada por el emprendedor norteamericano Harry Gordon Selfridge en 1909. Su actividad se centra sobre todo en artículos con cierto poder adquisitivo diferencial, el cliente como centro de atención y complacencia por parte del vendedor, y en el producto como una muestra de excelencia y refinamiento. Selfridges dispone de grandes almacenes en Londres, Birmingham y Mánchester.

## Historia
La trayectoria de la empresa comienza cuando su fundador, Harry Gordon Selfridge, abandona la empresa Marshall Field & Company) en Chicago y entra a formar parte de la familia Buckingham, incrementando así su posición social y económica, lo que le permite a la postre abrir la primera tienda londinense. Con ideas de marketing innovadoras, introduciendo el concepto de exhibicionismo dentro de las ventas, permitiendo al cliente que entra en sus grandes almacenes encontrarse más que un muestrario de productos, un museo de conceptos actuales, poniendo la perfumería en la planta baja para causar la complacencia inicial de los sentidos y haciendo fácil pero seguro el acceso al manejo de los productos por parte del cliente. Esto establece un concepto que es posteriormente adaptado por todas las cadenas de grandes almacenes. Dentro de esta filosofía de ventas se le atribuye a Selfridge la incorporación al capitalismo occidental de la frase "el cliente siempre tiene la razón".
Selfridges tiene una larga trayectoria de interés por la tecnología, enfocada al campo de ventas de la ciencia y electrónica de consumo especialmente, con numerosos ejemplos de muestras y exposiciones de los avances tecnológicos del siglo XX en sus tiendas, como la del avión usado por Louis Blériot para cruzar el canal de la Mancha en 1909, la primera demostración pública de la televisión en 1925 o un popular sismógrafo Milne-Shaw, firmemente fijado a una de las columnas estructurales de la tienda de Oxford Street, que registró el terremoto de Bélgica de junio de 1938 y que fue donado al Museo Británico después de la Segunda Guerra Mundial.

## Arquitectura de los almacenes
Son muy destacables, en sus respectivos estilos arquitectónicos, las tiendas de Oxford Street (Londres) y Birmingham. La primera es obra del arquitecto Daniel Burnham, también diseñador de la tienda de Marshall Field's en Chicago, la tienda de Trafford, notable por su escalinata y mármol exterior, o la más reciente tienda de Birmingham, diseñada por el gabinete arquitectónico Future Systems, recubierta casi completamente de varios miles de discos reflectantes en aluminio pulido y con accesos, ventanales y escaleras basadas en plástico constituido en diversas formas orgánicas.
En la actualidad, tras la adquisición de la compañía por el magnate canadiense Galen Weston, se opta por incidir en la renovación de las tiendas existentes en vez de la expansión a otras ciudades del Reino Unido.

## Escaparate

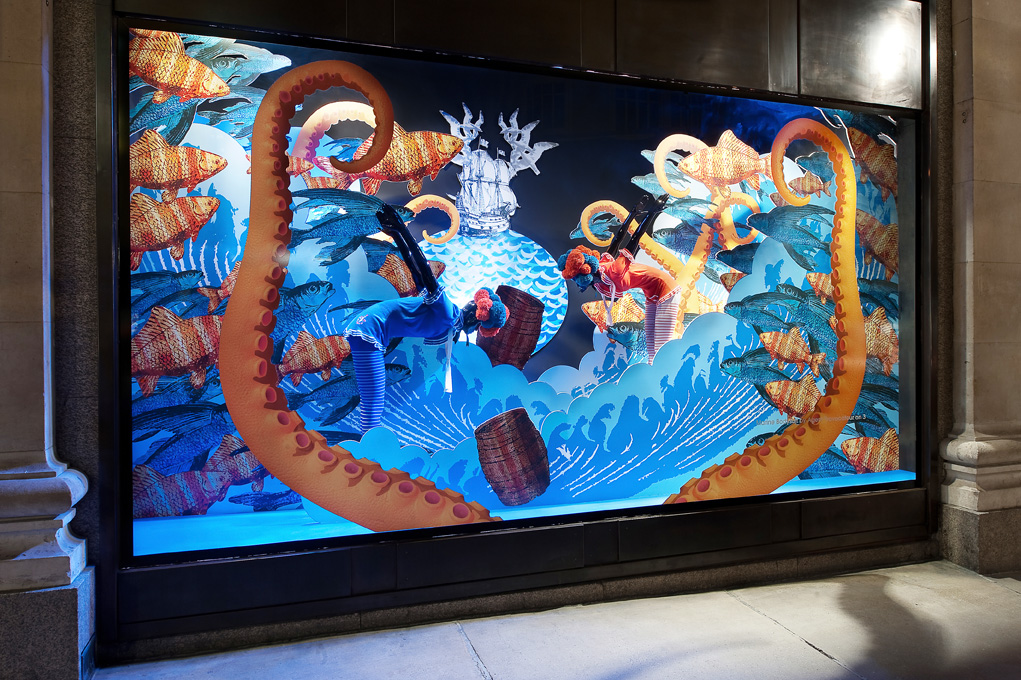
Un escaparate de Selfridges.

Los escaparates de Selfridges se han convertido en un elemento distintivo de la marca, y hasta cierto punto han alcanzado tanta fama como la propia compañía y el almacén de Oxford Street. Selfridges posee una historia de iniciativas artísticas de vanguardia en lo que respecto al diseño de sus escaparates. El propio Harry Selfridge asociaba la actividad de comprar con el concurrir al teatro y alentaba a sus clientes a realizar esta asociación ellos mismos cubriendo sus escaparates con cortinados de seda antes de que las mismas fueran expuestas a los ojos del público. En la misma forma en que ocurre en la actualidad, los diseños de los escaparates eran el acto inicial de la experiencia de comprar en Selfridge y ayudaba a capturar la atención del público para transformar a los clientes en auténticos compradores. Posteriormente, mientras el edificio era restaurado, los andamios fueron recubiertos con una gigantografía con fotos de Sir Elton John realizadas por Sam Taylor-Wood. Los escaparates atraen a los turistas, diseñadores y gente del mundo de la moda por igual.
Desde el 2002, los escaparates han sido fotografiadas por el fotógrafo londinense Andrew Meredith y publicadas en las revistas Vogue, Dwell, Icon, Frame, Creative Review, Hungarian Stylus Magazine, Design Week, Harper's Bazaar, The New York Times, WGSN y otras numerosas publicaciones, revistas, blogs y libros.